# Walter Hallstein
Walter Hallstein (Mainz, 1901 - Stuttgart, 1982) foi um político alemão.

## Biografia
Foi aluno da Universidade de Berlim, da Universidade de Bonn e da Universidade de Munique. Foi membro do partido democrata cristão de seu país e defendeu a Doutrina Hallstein, e também foi o primeiro presidente da Comissão Europeia.
Está sepultado no Waldfriedhof Stuttgart.